# Paul-Gerhardt-Gemeindezentrum (Berlin-Falkenhagener Feld)

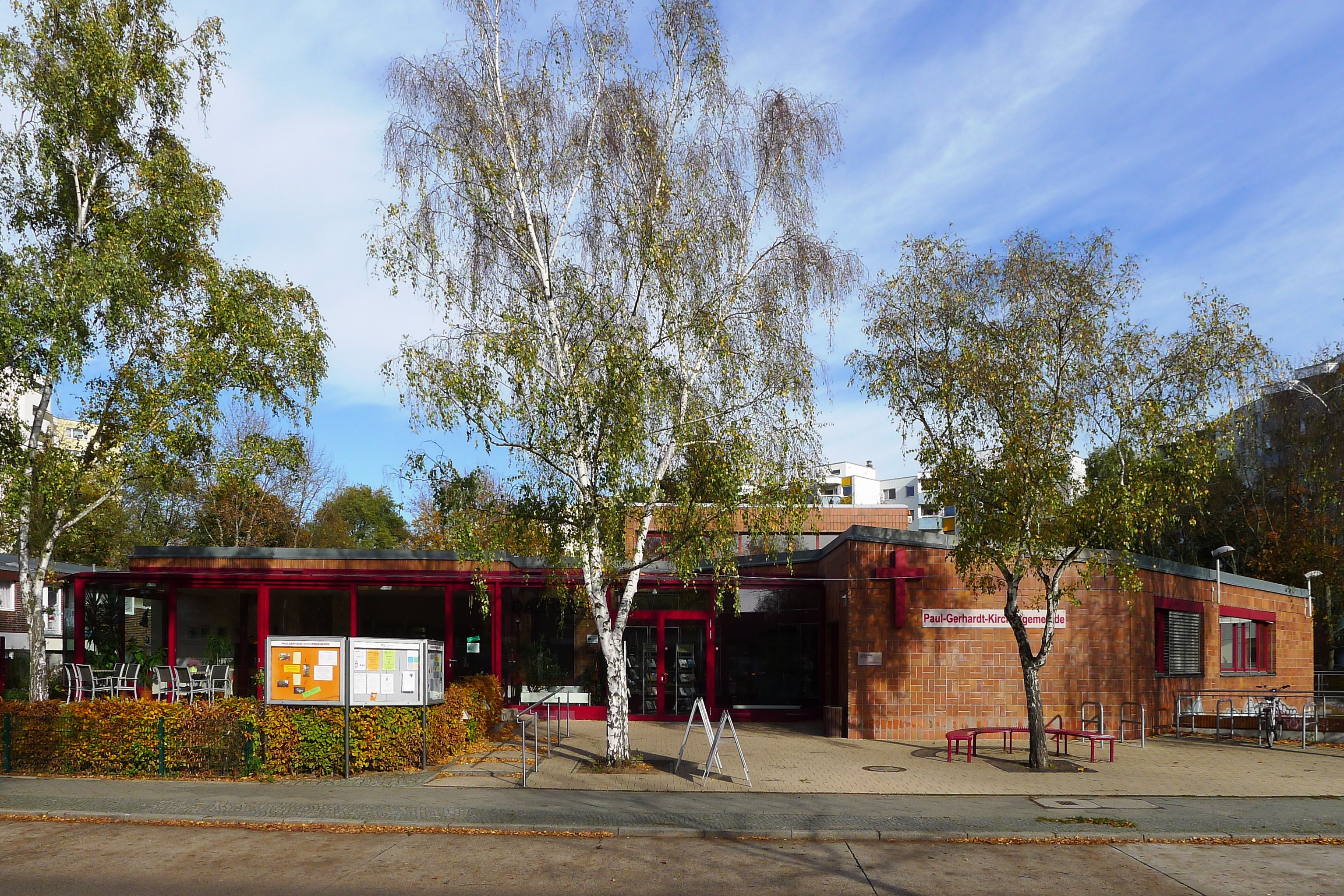

Das evangelische Paul-Gerhardt-Gemeindezentrum, nach einem Entwurf von Heinz E. Hoffmann errichtet und am 9. Dezember 1973 eingeweiht, steht im Berliner Ortsteil Falkenhagener Feld im Bezirk Spandau, Im Spektefeld 26.

## Geschichte
An der Stadtrandstraße 508 wurde 1934 ein einfaches Holzhaus als Kapelle errichtet, die am 16. April 1937 nach Paul Gerhardt benannt wurde. In der Nähe steht heute dort ein Schwedenhaus als Gemeindestützpunkt. Die Kirchengemeinde wurde am 1. April 1947 selbstständig. Der Name der Kapelle ging nach Fertigstellung des neuen Gemeindezentrums auf dieses über.

## Baubeschreibung
Der eingeschossige Baukörper, ein voll unterkellerter Mauerwerksbau, ist mit Spaltklinkern verkleidet. Die Gebäudetrakte mit Gottesdienstraum, Arbeits- und Mehrzweckräumen gruppieren sich um eine Halle in der Mitte, die durch ein Sheddach oberhalb der sie umgebenden Flachdächer Tageslicht erhält. Der Gottesdienstraum kann durch Schiebetüren zur Halle für größere Veranstaltungen erweitert werden. Im Souterrain liegen weitere Räume. Vor dem Gebäude steht ein Glockenträger mit einer 1966 gegossenen Bronzeglocke. Die Datierung des Entwurfs ist 1962, der Architekt war Peter Pfankuch.
In jüngster Zeit wurde das Gebäude durch zusätzliche Anbauten zu einem Familienzentrum erweitert. Neben den ursprünglichen Räumen existieren nun auch Konferenz- bzw. Veranstaltungsräume für sozial engagierte Gruppen u. Träger.